# Marcello Romolo
Marcello Romolo (Napoli, 7 settembre 1958) è un attore italiano.

## Filmografia

### Cinema
- Il camorrista, regia di Giuseppe Tornatore (1986)
- Volesse il cielo!, regia di Vincenzo Salemme (2001)
- Certi bambini, regia di Andrea Frazzi e Antonio Frazzi (2003)
- Mozzarella Stories, regia di Edoardo De Angelis (2010)
- 5 è il numero perfetto, regia di Igort (2018)
- Il vizio della speranza, regia di Edoardo De Angelis (2018)
- Fortuna, regia di Nicolangelo Gelormini (2020)
- Silent Land, regia di Aga Woszczynska (2020)
- Il cattivo poeta, regia di Gianluca Jodice (2020)
- Con tutto il cuore, regia di Vincenzo Salemme (2021)
- Napoli magica, regia di Marco D'Amore (2022)
- Cassino in Ischia, regia di Frank Ciota (2024)

### Televisione
- Sponsor City, (1984)
- Diego al 100%, regia di Diego Abatantuono (1985)
- Un Posto al Sole, regia di Stefano Amatucci (1999)
- La Squadra, regia di Stefano Alleva (2008)
- Sabato, Domenica e Lunedì, regia di Paolo Sorrentino (2004)
- La gente vuole ridere, regia di Vincenzo Salemme (2007)
- Bello di Papà, regia di Vincenzo Salemme (2007)
- La Squadra, regia di Stefano Sollima (2008)
- Napoli non si misura con la mente, regia di Serena Sinigaglia (2009)
- Le Voci di Dentro, Toni Servillo/ Paolo Sorrentino (2014)
- I Giocatori, regia di Enrico Ianniello (2015)
- The Young Pope, regia di Paolo Sorrentino (2015)
- Imma Tataranni - Sostituto procuratore, regia di Francesco Amato (2018)
- The New Pope, regia di Paolo Sorrentino (2019)
- Filumena Marturano, regia di Francesco Amato (2022)
- Napoli milionaria!, regia di Luca Miniero (2023)
- Doc - Nelle tue mani – serie TV, episodio 3x15 (2024)
- Piedone - Uno sbirro a Napoli, regia di Alessio Maria Federici – miniserie TV, puntata 1 (2024)
- Che Dio ci aiuti - serie TV, episodio 8x03 (2025)

## Teatro
- Il re applaude, regia di Tonino Conte (1981)
- Don Giovanni o Il convitato di pietra, regia di Mario Morini (1983)
- Palummella zompa e vola, regia di Tato Russo (1990)
- Scugnizza, regia di Tato Russo (1990)
- La tempesta, regia di Tato Russo (1991)
- La vedova allegra, regia di Tato Russo (1997)
- Di mamma ce n'è una sola, regia di Vincenzo Salemme (2000)
- L'avaro, regia di Jerome Savary (2002)
- L'eterno marito, regia di Renato Carpentieri (2002)
- Sabato, domenica e lunedì, regia di Toni Servillo (2006)
- Bello di papà, regia di Vincenzo Salemme (2006)
- Il paese degli idioti, regia di Alvaro Piccardi (2008)
- Dignità autonome di prostituzione, regia di Luciano Melchionna (2011)
- La ciociara, regia di Roberta Torre (2011)
- I giocatori (Jucature), regia di Enrico Ianniello (2012)
- Le voci di dentro, regia di Toni Servillo (2013)
- Glob(e)al Shakespeare - Racconto d'inverno, regia di Francesco Saponaro (2017)
- Il giocatore, regia di Gabriele Russo (2017)